# Донецкий христианский университет
Доне́цкий христиа́нский университе́т (ДХУ, укр. Донецький християнський університет) — евангелическое христианское высшее учебное заведение (семинария), находящееся в г. Донецке, Украина. Университет является одним из учредителей Евро-Азиатской Аккредитационной Ассоциации. Временно приостановил свою деятельность в 2014 году.

## Цель
Целью ДХУ является подготовка священнослужителей (пастырей, преподавателей богословов, миссиологов, руководителей христианских организаций), журналистов, филологов, экономистов, бухгалтеров.

## История

### Создание учебного заведения
Донецкий христианский университет был основан в 1991 году миссионерским обществом «Свет Евангелия» (СЕ) при помощи Денверской семинарии (Колорадо, США). В начале, школа носила название Донецкого библейского колледжа. Процессом приобретения и ремонта помещений под колледж руководил директор Донецкого отделения СЕ (теперь миссия «Свет Воскресения») пастор Леонид Картавенко. Руководству колледжа удалось приобрести большой участок земли, территорию заброшенного пионерского лагеря, расположенный между Донецком и Макеевкой, за Донецким ботаническим садом, возле пивзавода «Сармат». Благодаря этому, кампус университета получил хороший потенциал для развития.
С самого начала своего колледж становится межденоминационным, принимая в своих стенах в качестве студентов не только евангельских христиан и баптистов, но и пятидесятников, методистов, реформатов, представителей Армии спасения и внеденоминационных церквей
На первом этапе Библейский колледж имел только одногодичную программу по подготовке миссионеров, которая была создана совместными усилиями профессора Денверской семинарии Рея Пригодича и правлением миссионерского общества «Свет Евангелия». Программа была рассчитана на подготовку широкопрофильного миссионерского работника, который может и начать работу по созданию новой поместной церкви, и развивать её на первых этапах роста.
В первом наборе, осенью 1991 года в Донецком библейском колледже своё обучение начали 56 студентов из разных регионов бывшего Советского Союза. Первым руководителем школы был А. И. Мельничук.

### Переход от школы к университету
Первые два года в школе осуществлялась только одногодичная интенсивная миссионерская подготовка. Однако уже в 1993 г. была запущена первая трёхгодичная программа «Бакалавр богословия». В этом же году Донецкий библейский колледж переименован в Донецкий христианский университет и перерегистрирован под этим названием. В связи с изменением формы существования, была изменена и форма управления учебным заведением. С 1993 года высшим органом управления университета становится Совет попечителей.
Развитие программ в ДХУ продолжалось в направлении семинарского образования. Программа «Бакалавр богословия» была продлена на четырёхгодичный срок. В 1997 году была добавлена трёхгодичная программа «Бакалавр миссиологии». Также несколько лет существовали курсы для радио-проповедников.
Весной 2002 года Совет попечителей предлагает на должность ректора ДХУ новую кандидатуру — Сергея Федотовича Рыбикова. Под его руководством университет продолжает поиск новых возможностей для повышения эффективности своей работы. Так, 2003 году открылась новая программа «Бакалавр церковного служения», очно-заочной формы. С 2006 года в помощь поместным церквям были открыты две сертификатные программы: «Школа проповедников» и «Следуя за великим Учителем» (программа для подготовки учителей воскресных школ). В сентябре 2006 года в г. Балаклея (Харьковская обл.), совместно с церковью АМЦ «Свет Евангелия», университет открыл очно-заочную программу «Основы богословия и миссии». В мае 2008 года состоялся первый выпуск этой программы.
В 2007 учебном году учебная часть университета объединила программы «Бакалавр богословия», «Бакалавр миссиологии» и «Бакалавр церковного служения» в одну программу «Бакалавр» со специализациями в соответствующих областях. В 2008 году в университете открыты две новые программы: «Бакалавр социальной работы» и «Основы христианского мировоззрения».
В 2009 году, в связи с желанием Совета Попечителей развивать ДХУ в сторону университетского широко-профильного образования и выйти за рамки сугубо семинарского образования, СП изменяет структуру управления университетом. Помимо должности ректора, вводится должность президента университета, на которую приглашается первый ректор, А. И. Мельничук.
Летом 2010 г. в структуру Донецкого христианского университета влился Донецкий региональный библейский колледж, прежде существовавший при областном объединении ВСО ЕХБ. В результате, была создана кафедра церковного служения ДХУ, задача которой состояла в том, чтобы организовывать сертификатные программы на базе поместных церквей. С 2010-11 учебного года в ДХУ начали действовать обучающие программы: «Миссия церкви в современном мире», «Христианское душепопечительство и консультирование», а также образовательный проект «ОСАННА», для пастырей и молодых служителей церквей. Кроме того, начали работу курсы по изучению английского языка «Новые горизонты», была запущена лаборатория христианской журналистики, издававшей газету «Христианский взгляд».
На кампусе университета к 2010 году было закончено строительство второго учебного корпуса. Помимо этого там же располагались учебно-административный корпус, для здания общежития, столовая, футбольное поле, теннисный корт, и корпус частной общеобразовательной школы «Глория».
Для перехода от сугубо семинарской программы к университетской в 2012 учебном году в качестве ректора был приглашён доктор философских наук М. Н. Черенков. В этом же году университет, в сотрудничестве с Макеевским экономико-гуманитарным институтом (МЭГИ), открывает две светские программы: экономика предприятия и английская филология. Открытие светских программ предполагалось как переход к завершающему этапу воплощения идеи христианского университета — университета, позволяющего получить образование по любой специальности, но с христианской системой ценностей, воплощённой в системе образования.

### Современное положение
События весны 2014 года в Донецке привели к ускоренному выпуску студентов в конце марта. Летом 2014 года кампус университета был занят бригадой «Пятнашка», относящейся к военизированным формированиям самопровозглашённой Донецкой народной республики. Остававшиеся на кампусе сотрудники покинули территорию университета, очевидно, ставшей базой вооружённых формирований ДНР.

## Деятельность
Помимо собственно учебной деятельности Донецкий христианский университет выступает инициатором проведения различных конференций и семинаров по религиозно-богословским, научно-практическим и социально значимым вопросам Донецкого региона, Украины или международного христианского сообщества.

## Руководство
Ректоры Донецкого христианского университета:
- 1991—2002 — ректор Алексей Иванович Мельничук
- 2002—2009 — ректор Сергей Федотович Рыбиков
- 2009 — президент Алексей Иванович Мельничук
- 2012—2013 — ректор Михаил Николаевич Черенков
- с 2013 - ректор Алексей Иванович Мельничук

Академические деканы (проректоры по учебной работе) Донецкого христианского университета:
- 2000—2002 — Raymond Prigodich
- 2003—2006 — David Hoehner
- 2006—2008 — Тарас Николаевич Дятлик
- 2008—2012 — Сергей Викторович Солоха
- 2012—2013 — Надежда Викторовна Ружина
- 2013—2014 — Пётр Аркадьевич Павлюк